# Vertrag von Rom (1924)
Der Vertrag von Rom vom 27. Januar 1924 war ein Übereinkommen zwischen dem faschistischen Königreich Italien und dem Königreich der Serben, Kroaten und Slowenen, das Teile des Grenzvertrags von Rapallo, durch den 1920 der Freistaat Fiume geschaffen worden war, revidierte.

## Inhalt
Italien und das Königreich der Serben, Kroaten und Slowenen einigten sich darüber, dass Fiume, das heutige Rijeka in Kroatien, durch Italien annektiert werden durfte, während der serbisch-kroatisch-slowenische Staat Sušak erhielt. Der Hafen sollte gemeinsam verwaltet werden.

## Hintergrund
Gleich nach seiner Unabhängigkeit wurde der Staat Fiume von den westlichen Großmächten USA, Frankreich und Großbritannien anerkannt. Am 21. April 1921 war Riccardo Zanella zum Präsidenten gewählt worden. Der faschistische Statthalter Francesco Giunta (1887–1971) zwang Zanella im März 1922 zum Rücktritt. Am 17. September 1923 wurde der italienische General Gaetano Giardino von Benito Mussolini nach Fiume geschickt, um die Ordnung wiederherzustellen. Gleichzeitig begann Mussolini mit dem Königreich Jugoslawien zu verhandeln.
Nachdem der Vertrag geschlossen war, wurde er am 7. April 1924 bei der League of Nations Treaty Series hinterlegt. Eine gemeinsame Kommission regelte am 20. Juli 1925 die Details des Grenzverlaufs.